# Raad van Advies voor het Wetenschapsbeleid
De Raad van Advies voor het Wetenschapsbeleid (RAWB) was van 1966 tot 1991 een adviesorgaan voor de Nederlandse overheid, dat zich, zoals uit de naam al blijkt, vooral richtte op advies inzake het wetenschapsbeleid.

## Geschiedenis
Begin jaren 60 stelde minister Theo Bot van Onderwijs, Kunsten en Wetenschappen de Commissie-Piekaar in (genoemd naar commissielid en toenmalig directeur-generaal Wetenschapsbeleid van dat ministerie A.J. Piekaar) om een centraal adviesorgaan voor het wetenschapsbeleid op te zetten. In november 1963 begon deze commissie met naast Piekaar onder andere C.J.F. Böttcher, J.H.E. Ferrier en H.B.G. Casimir aan de opdracht, wat in 1966 zou leiden tot de oprichting van de RAWB, die echter losstond van bestaande wetenschapsorganisaties zoals de KNAW, TNO en de Academische Raad.  
Bij de oprichting werd Böttcher de voorzitter van het RAWB; later werden onder ander A.A.Th.M. van Trier en H.G. van Bueren voorzitter van dit adviesorgaan.
In 1991 is de RAWB opgegaan in de Adviesraad voor het Wetenschaps- en Technologiebeleid (AWT).

## Taken
Het takenpakket van de RAWB werd als volgt omschreven:
"De Raad dient de minister van Onderwijs en Wetenschappen desgevraagd of eigener beweging van advies inzake het beleid op het gebied van de wetenschapsbeoefening in nationaal en internationaal verband. Bij de opstelling van zijn adviezen beschouwt de Raad de wetenschapsbeoefening in haar geheel en streeft hij naar een evenwichtige ontplooiing daarvan, daarbij rekening houdend met het algemeen belang."